# HAT-P-11b
HAT-P-11b (أو Kepler-3b) هو كوكب خارج المجموعة الشمسية مؤكد يقع على بعد 124 سنة ضوئية تقريباً في كوكبة الدجاجة اكتشف من قبل شبكة التلسكوبات الهنغارية الآلية (هاتنيت) باستخدام طريقة العبور حول النجم HAT-P-11 وأعلن عن اكتشافة في 2 يناير 2009 . كان هذا الكوكب أصغر كوكب عابر معروف في وقت اكتشافة بقطر أكبر من قطر الأرض بحوالي 5 مرات؛ ولكن أكثر ضخامة من غليزا 436b بكتلة حقيقية تعادل 26 كتلة أرضية.